# March 2-4-0

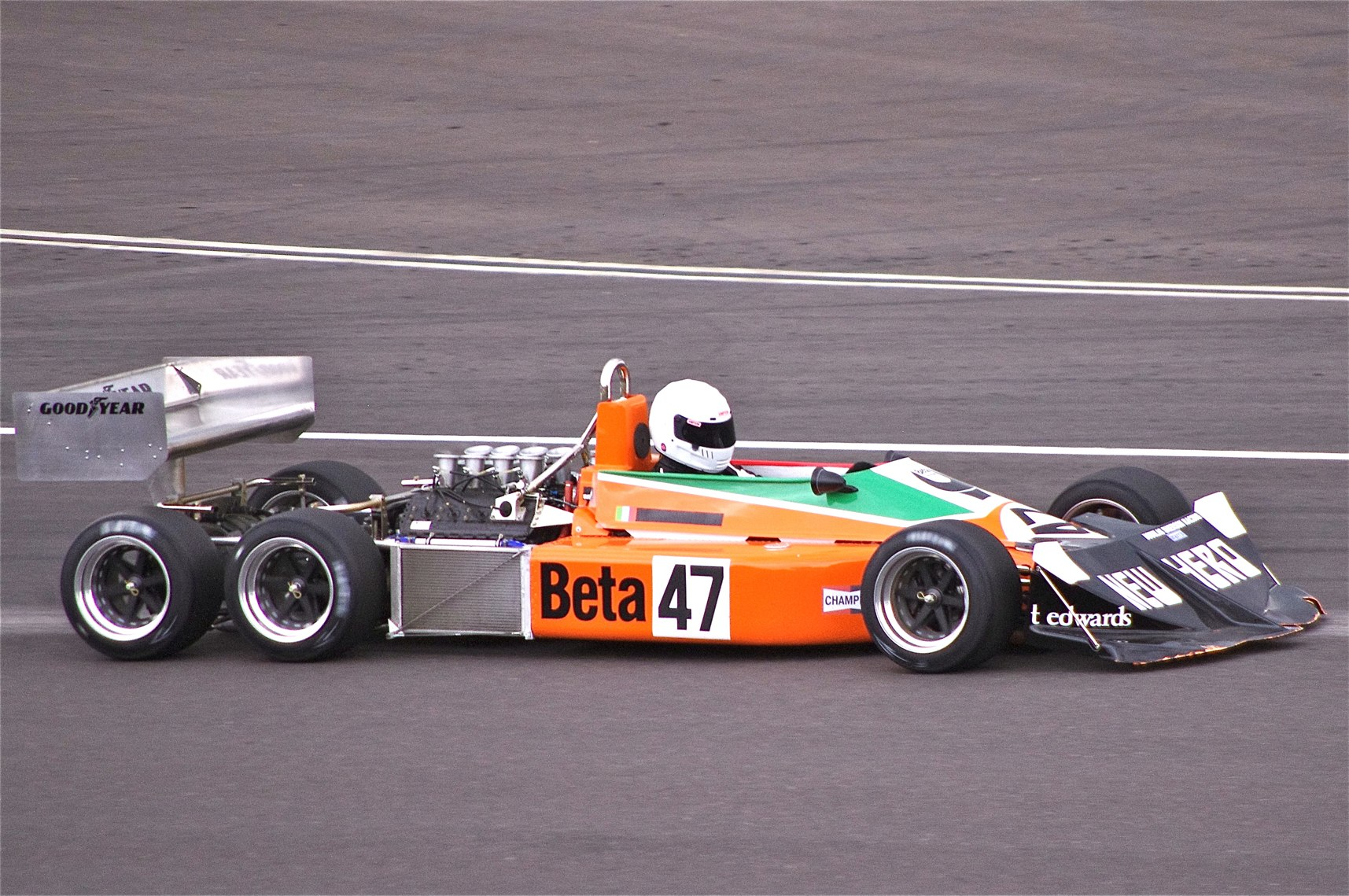
March 2-4-0 beim Silverstone Classic 2011

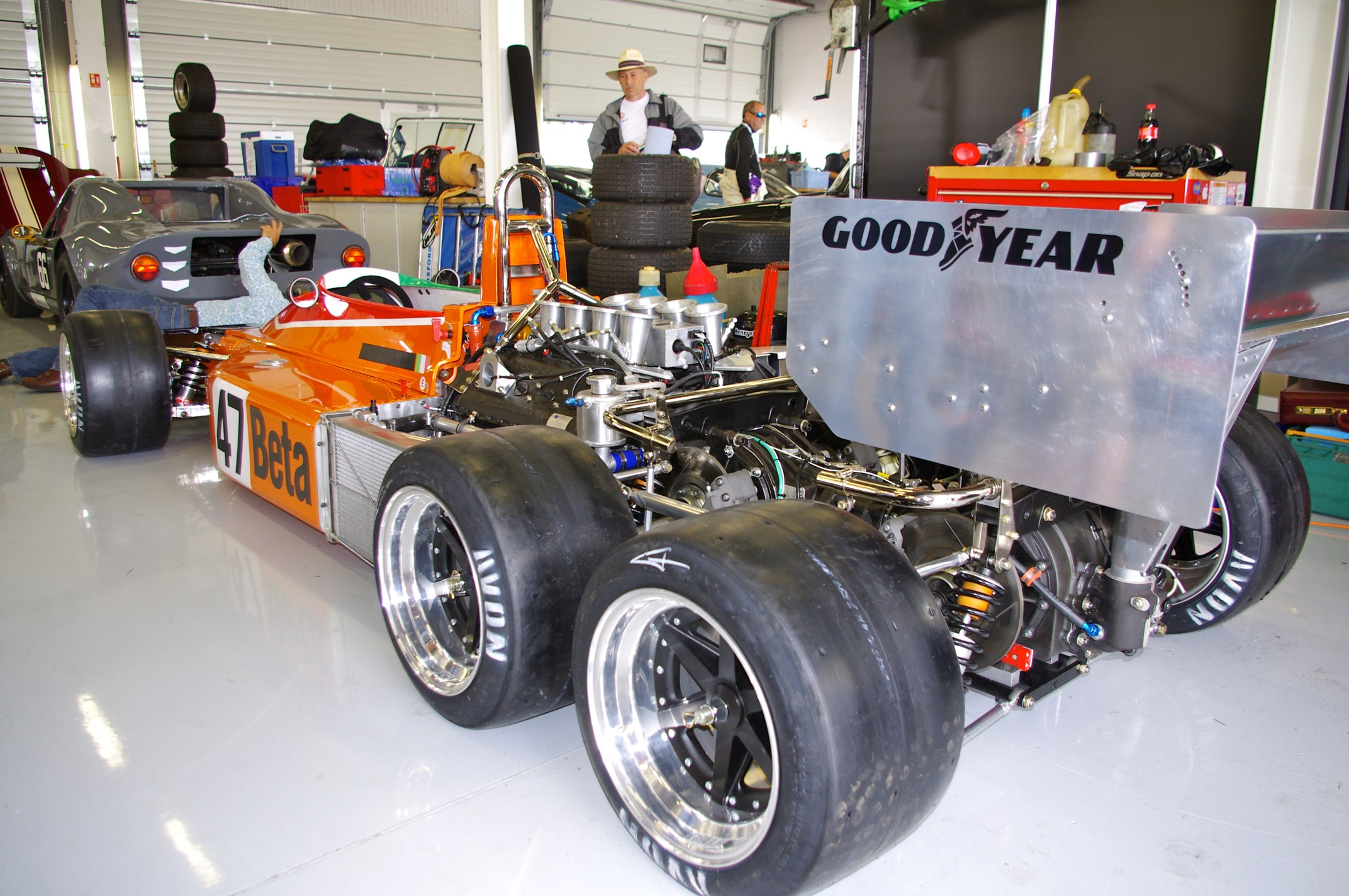
Zwei Hinterachsen, vier Räder

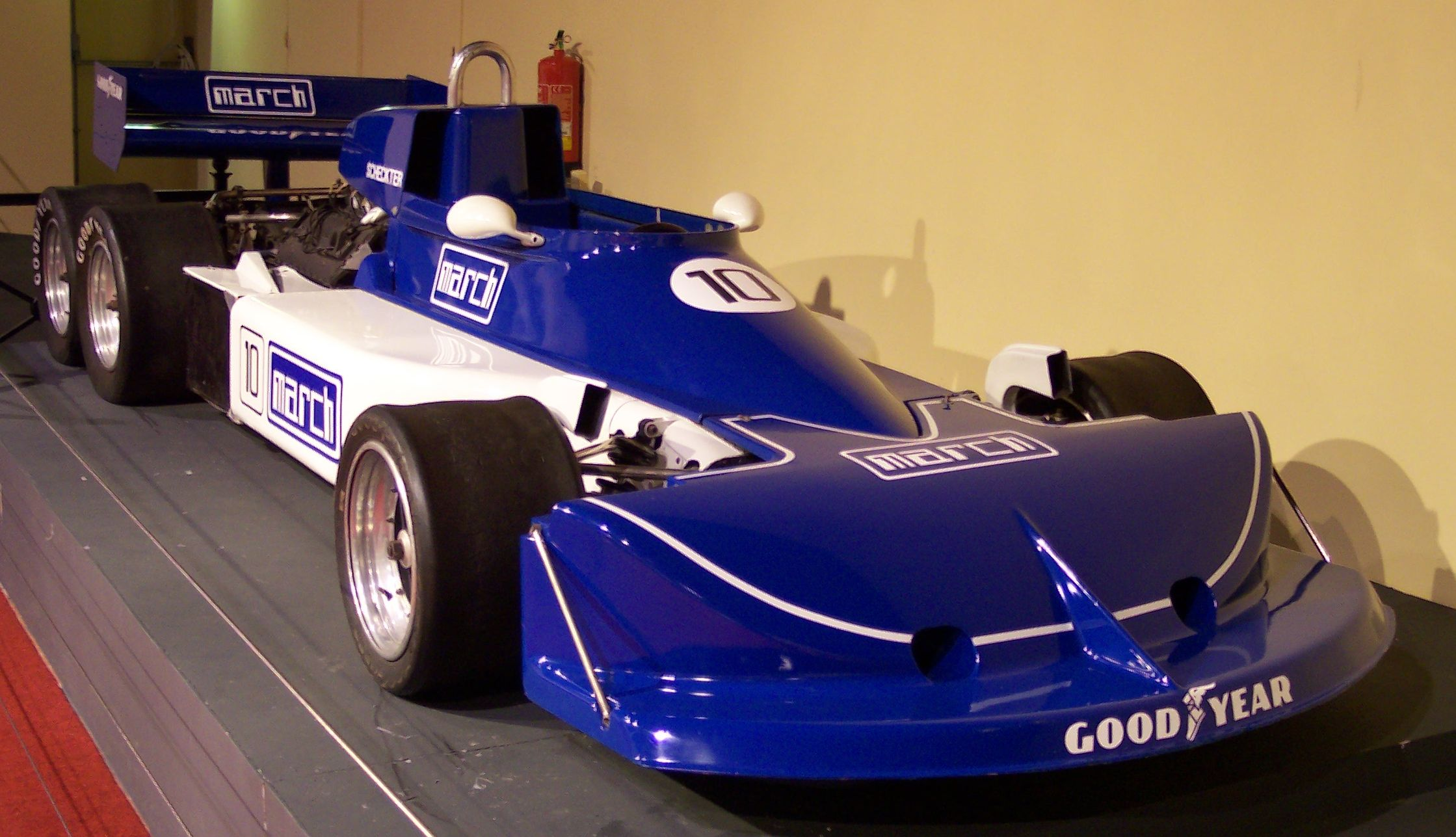
March 2-4-0

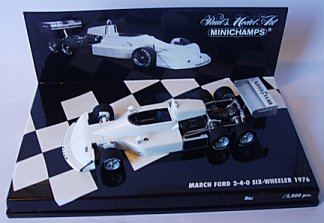
Modell des March 2-4-0 von Minichamps (Maßstab: 1:43)

Der March 2-4-0 war ein sechsrädriger Prototyp eines Formel-1-Autos, das von March Engineering in Bicester gebaut wurde. Er entstand Ende 1976 und wurde Anfang 1977 getestet. Der Wagen war eine Weiterentwicklung des sechsrädrigen Tyrrell P34, aber das Konstruktionsprinzip, das hinter dem 2-4-0 stand, war vollkommen anders.

## Der Tyrrell P34: Vier Räder vorne
Die unverkleideten Vorderräder eines Formel-1-Autos sorgen für erhöhten Luftwiderstand. Die Idee hinter dem Tyrrell P34 war, dass der Luftwiderstand mit kleineren Vorderrädern reduziert werden könnte. Damals hatten Vorderräder von F1-Autos einen Durchmesser von ca. 16″ (40 cm), Tyrrell wollte Vorderräder mit nur 10″ (25 cm) Durchmesser einsetzen. Die dadurch verminderte Seitenführungskraft der Vorderräder sollte durch den Einsatz von 4 Rädern vorne wieder vergrößert werden, sodass die Vorteile von vermindertem Luftwiderstand und vergrößerter Seitenführungskraft kombiniert wurden. Alle vier Vorderräder waren lenkbar.
Der P34 war ganz erfolgreich; zwei dieser Autos belegten die Plätze 1 und 2 im schwedischen Grand Prix 1976. Das Tyrrell-Team erreichte auch die Plätze 3 und 4 im Gesamtklassement der Meisterschaft. 1977 waren die Wagen aber weniger erfolgreich und man ließ die Idee fallen. Ein Grund dafür war auch, dass Goodyear, obwohl sie spezielle Reifen für den P34 geliefert hatten, diese nicht so gut wie die gewöhnlichen Rennreifen entwickelt hatten. Auch stellte sich heraus, dass die durch die Vierradlenkung relativ komplizierte Vorderradaufhängung das Gewicht des Wagens deutlich erhöhte.

## Ein anderes Sechsradkonzept für F1-Autos: Vier Räder hinten
Bei March Engineering in Bicester beobachtete der Konstrukteur Robin Herd das P34-Experiment genau und kam Ende 1976 zu dem Schluss, dass das Konzept mit den vier Vorderrädern in eine Sackgasse führte. Nach seinen Berechnungen wurde der Gewinn an Aerodynamik durch die kleineren Vorderräder von den 24″ (60 cm) großen Hinterrädern ins Gegenteil verkehrt, da sie immer noch für 30–40 % des Gesamtluftwiderstands des Autos verantwortlich waren. Auch dachte er sich, dass der zusätzliche Grip bei Antriebsrädern noch besser genutzt werden könnte.
Mit diesen Ideen im Kopf konstruierte Herd einen sechsrädrigen Formel-1-Rennwagen mit vier Antriebsrädern hinten und zwei gelenkten Rädern vorne, wobei alle Räder den gleichen Durchmesser von 16″ hatten. Seine Theorie bestand darin, dass, wenn alle sechs Räder den gleichen Durchmesser hätten wie die regulären Formel-1-Vorderräder, der Wagen nicht nur schmaler als ein normaler F1-Wagen wäre, sondern der Luftstrom über die Flügel sehr viel wirbelärmer wäre. Vier Antriebsräder bedeuteten auch bessere Traktion und – anders als beim Tyrrell – gäbe es keine Probleme mit der Entwicklung spezieller Reifen, da die übliche Vorderradgröße eingesetzt würde.
Herd nannte sein Konzept in Anlehnung an die Bezeichnung in der Eisenbahntechnik „2-4-0“ – zwei Räder vor den Antriebsrädern, vier Antriebsräder und kein Rad hinter den Antriebsrädern.

## Konstruktion und Entwicklung
Nachdem ihm die offensichtlichen technischen Vorteile des Konzeptes dargelegt waren, gab Max Mosley, Herds Partner bei March, die Entwicklung eines Prototyps frei. Mosley hatte registriert, dass der P34 Tyrrell viel zusätzliche Publicity verschafft hatte, und dachte, dass ein sechsrädriger March nicht nur technische Vorteile bieten würde, sondern auch ein attraktives Angebot für potentielle Sponsoren wäre.
Die finanzielle Situation des March-Teams war in den Jahren 1976 / 1977 recht angespannt und die Entwicklungskosten eines vollkommen neuen Sechsradfahrzeuges waren sehr hoch. Als Kompromiss wurde ein von einem Cosworth-DFV-Motor angetriebener March 761 von 1976 vom Teamingenieur Wayne Eckersley in einer stillen Ecke der Fabrik in Bicester umgebaut. Bereits vorhandene Teile aus der üblichen Fertigung wurden verwendet, wo irgend möglich.
Eine Schlüsseltechnik an einem vierradgetriebenen Auto ist das Getriebe. Eine geniale Idee zur Verminderung der Reibungsverluste war gefordert. Das Getriebe müsste auch stärker – und damit auch schwerer – als ein gewöhnliches Getriebe sein, um den höheren Beanspruchungen eines Vierradantriebssystems mit geringem Achsabstand zu widerstehen.
Herds ursprüngliche Konstruktion des Getriebegehäuses war zur Kompensation der zusätzlichen Belastung mit Rippen verstärkt. Dann erkannte man aber, dass dieses Gehäuse sehr komplex und teuer zu fertigen gewesen wäre. So entfernte man einige Rippen wieder aus der Zeichnung, um Kosten zu sparen.
Eigentlich bestand das neue Getriebe aus einem herkömmlichen Hewland-F1-Getriebe für die erste Antriebsachse, an das das zusätzliche Gehäuse und zusätzlichen Zahnräder und Wellen für die zweite Antriebsachse einfach hinten angebaut waren. Dies bedeutete auch, dass jedes 761-Fahrgestell schnell umgebaut wäre, wenn das System sich als praktikabel erweisen würde.
Als der 2-4-0 teilweise fertig war, lud man die Presse Ende November 1976 in die Fabrik ein, um einen Blick auf das bis dahin „geheime“ Projekt zu werfen. Diese Enthüllung weckte großes Interesse und in verschiedenen Motormagazinen erschienen Artikel und zusätzlich ein Foto auf der Titelseite des Magazins Autosport in der folgenden Woche (Ausgabe 2. Dezember 1976).
Gleichzeitig gab die Firma auch bekannt, dass man den neuen Wagen in 14 Tagen zu einer Demonstrationsfahrt und zu weiteren Testfahrten nach Silverstone schicken wollte.

## Tests
Der erste Fahrtest in Silverstone wurde Ende 1976 durchgeführt. In der ersten Runde verzog sich das Getriebegehäuse und die Zahnräder griffen nicht mehr ineinander. Da man augenblicklich keine Lösung für das Problem fand, wurde der Antrieb für die zweite Achse ausgebaut und die Tests an diesem Tag so zu Ende gefahren. So wurde der 2-4-0 im Endeffekt wieder zum Rennwagen mit nur einer angetriebenen Achse. Zum Glück für March war es ein Regentag auf der Rennstrecke und der Fahrer Howden Ganley konnte nicht allzu schnell fahren. So wurde der Test in den Medien als Erfolg gewertet.
Die Probleme in der ersten Runde zeigten auf, dass der Wagen ein stärkeres Getriebegehäuse und eine ernsthafte Weiterentwicklung benötigte. Da die Firma aber weder die nötige Zeit noch das notwendige Geld hierfür aufbringen konnte, wurde das Projekt zunächst zurückgestellt.
Im Februar 1977 wurde der Wagen – nun mit einem stärkeren Getriebegehäuse – wiederum in Silverstone getestet. Ian Scheckter war diesmal der Fahrer. Obwohl es wieder ein Regentag war, jagte Scheckter den Wagen die Hangar-Gerade auf und ab. Alle vier Räder wurden diesmal angetrieben und Scheckter gab an, dass die Traktion „unglaublich“ sei. Noch dazu wurden die Ereignisse dieses Tages wieder auf der Titelseite von Autosport erwähnt (Ausgabe 10. Februar 1977).
Aber dies war auch schon das Ende der Entwicklungsgeschichte des 2-4-0. Als der 761 im Juni beim Großen Preis von Belgien auftauchte, war er wieder ein konventionelles F1-Auto mit vier Rädern.

## Der Mythos des Auftauchens beim Großen Preis von Brasilien
Im August 2002 erschien ein Artikel auf der 8W-Website, der auf Grund eines falsch interpretierten Fotos behauptete, der 2-4-0 „könnte“ Ende Januar 1977 beim Großen Preis von Brasilien mitgefahren sein. Tatsächlich zeigte aber das gezeigte Foto eine Testfahrt des Wagens in Silverstone im Februar 1977 und anhand zeitgenössischer Berichte vom Großen Preis von Brasilien weiß man, dass der 2-4-0 definitiv nicht da war. Der Autor der Website hat seinen Artikel inzwischen korrigiert, aber vorher diente er als Quelle für eine Reihe anderer Websites.

## Bergrennen
1979 wurde das 2-4-0-Konzept vom britischen Bergrennspezialisten Roy Lane wiederbelebt. Lane hatte ein March-771-Fahrgestell gekauft und bekam mit Robin Herds Segen die verbesserte 2-4-0-Getriebeeinheit zur Verfügung gestellt. Die Tatsache, dass der 2-4-0 ursprünglich ein kostengünstiger Werkstattumbau eines normalen March-F1-Fahrgestells war, sorgte dafür, dass Lane es einfach an sein Auto anpassen konnte. 
Lane nutzte die Vorteile des Vierradantriebes und konnte mit dem 771/2-4-0 etliche Bergrennen gewinnen, allen voran das in Wiscombe Park im Mai. Allerdings erwies sich der Wagen in der Saison als nicht ausreichend zuverlässig und Lane griff auf ein Auto mit vier Rädern zurück.

## Vermächtnis
Trotz seines begrenzten Erfolges in kurzen Rennen wurde nie nachgewiesen, dass das 2-4-0-Konzept nicht taugen würde. Möglicherweise wäre der 2-4-0 in der Formel 1 erfolgreich gewesen, wenn man ihn einem Gewichtsreduzierungsprogramm unterzogen (evtl. mit leichteren und festeren Werkstoffen) und das zweifelhafte Handling verbessert hätte. Das Konzept hätte sicherlich gut der kommenden Technologie des erhöhten Abtriebs in der Formel 1 angepasst werden können.
Das Williams-F1-Team hat sich wohl Herds Theorien zu eigen gemacht, denn sie bauten und testeten 1982 ein Sechsradfahrzeug im Stile des 2-4-0, das FW08B genannt wurde. Jedoch wurden alle Hoffnungen, jemals einen 2-4-0 in einem offiziellen Rennen zu sehen, zunichtegemacht, als die FIA alle Vierradantriebssysteme aus der Formel 1 verbannte. Der FW08B ist im Werksmuseum von Williams ausgestellt.
Die March-2-4-0-Geschichte hatte jedoch noch ihr Gutes für die Firma, die ihn baute. Wie Max Mosley vorausgesehen hatte, war der Wagen ein großer Publicitymagnet. Außerdem verdiente March gut am Verkauf der Baurechte an Scalextric, den Hersteller der meistverkauften 1:32-Spielzeugrennbahnen.